# Horisme restituta
Horisme restituta là một loài bướm đêm trong họ Geometridae.